# 마인버스
마인버스(馬仁―)는 경상남도 창원시 마산합포구 현동로 252 (덕동동, 덕동공영차고지)에 위치한 창원시의 시내버스 운수업체이다.

## 역사
- 2009년 10월 12일: 회사 설립
- 2017년 9월 30일: 금아버스그룹에서 계열 분리

## 설립 과정
마창시내버스협의회 소속 가운데 가장 많은 버스대수를 보유하고 있었던 마산의 (유)시민버스는 누적 적자와 임금 체불 등의 원인이 된 경영 악화로 인해, 2009년 5월에 이르러서는 자산규모 150억 원에 부채는 240억 원에 이르게 되었다. 이 때문에 2007년 준공영제 시행당시 가포동의 차고지를 매각해 경영정상화를 약속한 부채 정리계획도 실행하지 못한 채, 시민버스는 결국 2009년 9월 16일에 총 50억 원의 매각자금에 총 104대 가운데 53대, 그 중에서도 준공영제 시행 대상 차량 가운데 34대 중의 16대를 포함하여 경주 시내버스의 운행을 독점하고 있는 금아버스그룹(주)에 매각하는 양수도 계약을 체결하였다. 매각 대상에는 버스 차량 뿐만 아니라 영업권과 면허권까지 포함되었으며, 이를 계기로 금아버스그룹은 마창진권 시내버스의 운송법인으로 (주)마인버스를 설립하여 기존의 시민버스가 전담했던 일부 노선의 운영권을 승계하여 마창진 시내버스 공동배차에 전격 참여하게 되었다.
한편 매각에 따른 구조조정과 전별금 문제에 대항하기 위해 조합원들이 9월 25일부터 무기한으로 운행을 중지하는 데에 대부분이 찬성하여, 당일 새벽 5시 30분부터 시민버스의 버스 운행이 전면 중단되어 버스 이용객들이 불편을 겪었다. 이는 2007년 준공영제 시행이래 처음으로 돌입한 운행 파업이었으며, 이후 회사측과의 임금체납 해소 등의 쟁점사항에 최종적으로 합의하면서 파업은 하루만인 9월 26일에 종결되었다. 합의 사항으로는 시민버스 사측은 기존의 시민버스에서 마인버스로 이직하는 임직원 110명과 나머지 잔류 임직원인 109명에게 7,8월 상여금을 2010년 4월 10일까지 지급하고, 이직 직원 110명의 체불임금 및 퇴직금은 2009년 10월 9일까지 지급한다는 내용으로 구성되어 있었다.
한편 (주)마인버스는 2009년 9월 22일에 신규 면허를 신청하였고, 10월 8일자로 마산시(현.마산합포구,마산회원구)에 의해 면허가 교부되었다. 또한 마인버스의 차고지는 남부시외버스터미널 인근의 공동차고지와 시민버스의 기존 가포 차고지를 임대하기로 하였다. 또한 12월 2일에는 단 1대의 시내버스차량을 보유하고 있었던 삼도여객(태영고속)의 마창진 시내버스 부문을 인수하였다. 이후 2010년 도산한 시민버스의 회생 절차에 따라 시민버스 사측과 인수합병을 추진하였으나, 시민버스의 부채가 너무 많다는 이유로 결국 포기하였다. 이로써, 시민버스는 인수합병 없이 설립 44년만에 면허가 전격 취소되었다.

## 운영 노선

### 간선버스
- ● 100번 : 월영아파트 ~ 대방동
- ● 101번 : 월영아파트 ~ 불모산종점
- ● 107번 : 월영아파트 ~ 불모산종점
- ● 110번 : 마산대학 ~ 성주사역 환승센터
- ● 111번 : 안계초교 ~ 성주사역 환승센터
- ● 122번 : 가포고등학교 ~ 대방동성아파트
- ● 160번 : 덕동공영차고지 ~ 진해터미널

### 지선버스
- ● 27번 : 가포고등학교 ~ 북면종점
- ● 73번 : 마산역 ~ 서북동마을
- ● 74번 : 마산역 ~ 정곡종점
- ● 250번 : 덕동공영차고지 ~ 호곡
- ● 258번 : 덕동공영차고지 ~ 마산대학
- ● 260번 : 수정종점 ~ 소계종점
- ● 273번 : 어시장 → KT마산점 → 부림시장 → 자유무역지역정문

### 직행좌석버스
- ● 730번 : 덕동공영차고지 ~ 청솔아파트

## 보유 차량

#### KGM커머셜
- 에디슨모터스 화이버드

#### 현대자동차
- 현대 그린시티
- 현대 뉴 슈퍼 에어로시티
- 현대 저상 뉴 슈퍼 에어로시티
- 현대 일렉시티
- 현대 유니버스 스페이스 엘레강스

#### 하이거 버스
- 하이거 하이퍼스 EV

## 갤러리

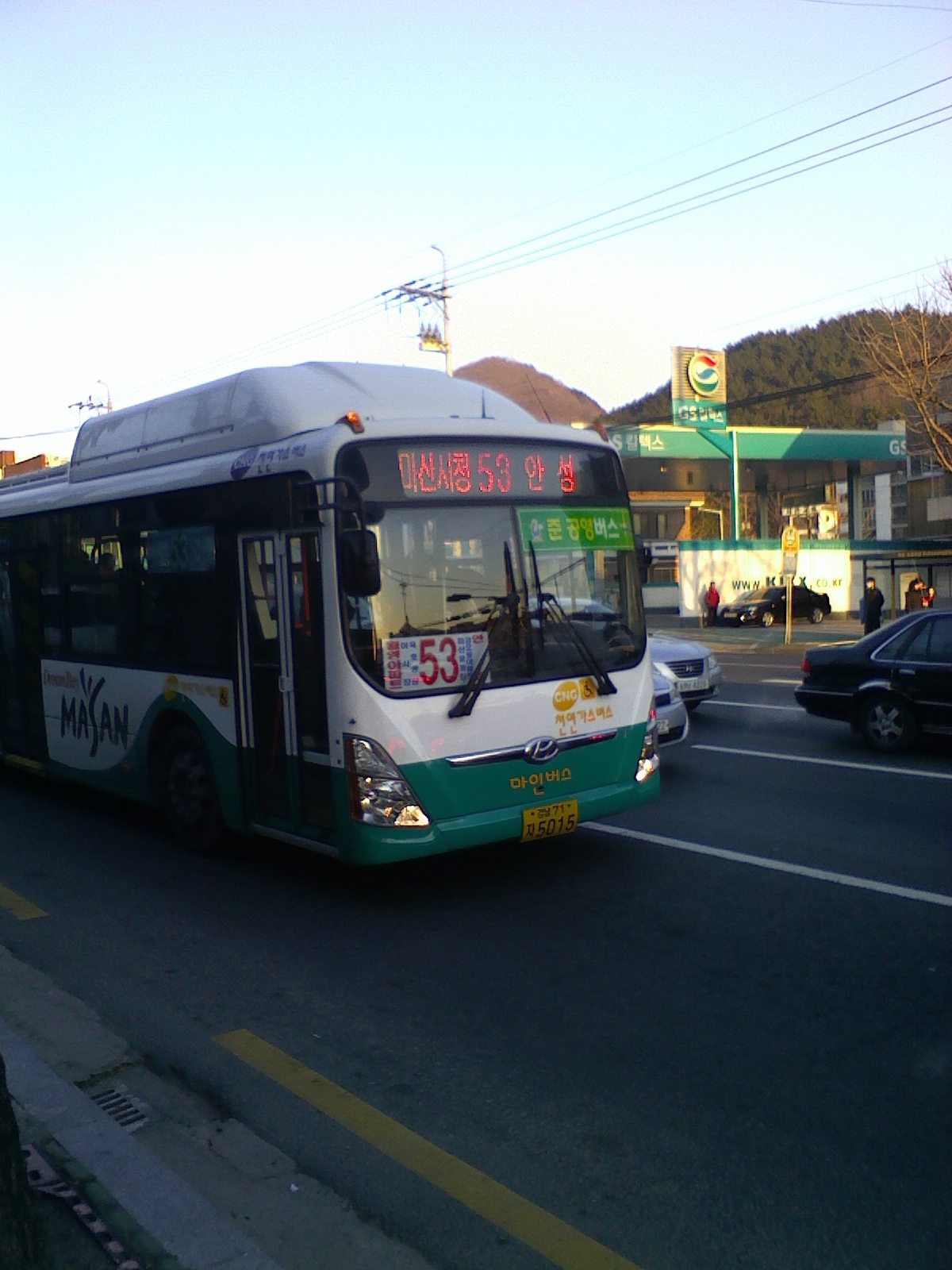
창원시내버스 53번
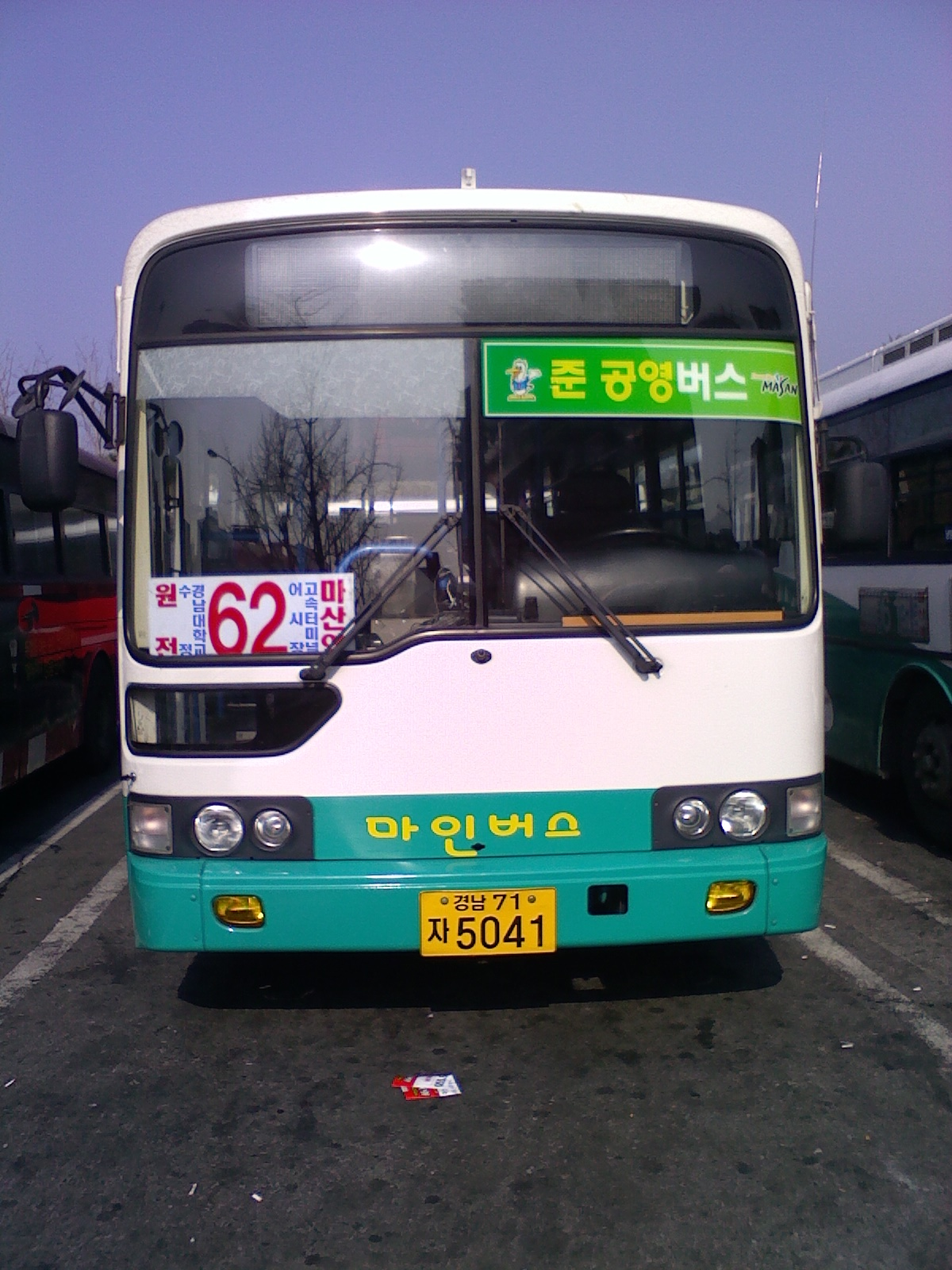
창원시내버스 62번 (대차 전)
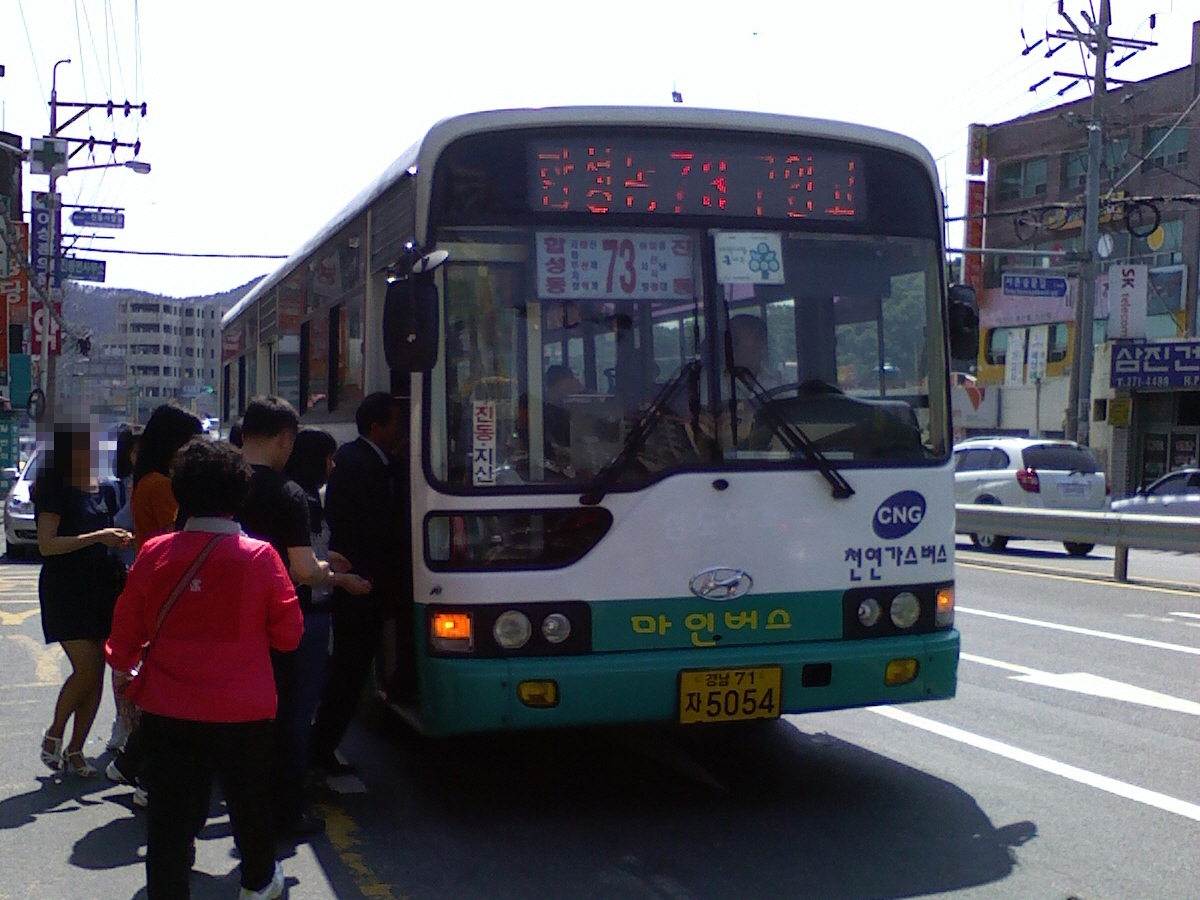
창원시내버스 73번 (대차 전)